# 加文·冈宁
加文·祖德·冈宁（英語：Gavin Jude Gunning，1991年1月29日—）是一名愛爾蘭職業足球員，主要司職中衛。

## 球會生涯

### 布莱克本流浪者
冈宁在2006年1月加入布莱克本流浪者青年軍，在青年隊及預備隊賽事中上場並被評為青年學院中最有潛質的球員之一，在2008年獲得一紙職業合約。
2009/10球季，冈宁獲教練萨姆·阿勒代斯分派29號球衣，取代上一球季的42號，儘管冈宁會被外借以獲得比賽經驗。2009年8月6日，他被外借至特兰米尔一個月，期間上場6次。2010年1月22日，他被外借至罗瑟勒姆，上場兩次後，租借期由原本的一個月延長至季末。在升級附加賽準決賽第二輪對艾迪索特镇賽事中，他助攻亚当·勒·冯德尔使球隊以3-0大勝。決賽中他以先發身份上場，但球隊以3-2不敵达根汉姆，無緣晉級至英甲。
2010年11月，他被外借至貝里至12月11日，後期延長至2011年1月。1月28日，他被外借至蘇超球會马瑟韦尔至季末。冈宁在2月2日對基马诺克的賽事中以替補身份上場，最終球隊以1-0落敗。2月27日主場對凯尔特人的比賽中，隊友约翰·萨顿梅開二度使球隊2-0擊敗對手，其中一球的助攻正是來自冈宁。2011年蘇格蘭足總盃決賽同樣對凯尔特人的賽事中先發上場，他在35分鐘的一記遠射不幸擊中門樑，凯尔特人以3-0贏得冠軍。季後他回到布莱克本流浪者。
2011/12球季開始前，有傳他會外借回到马瑟韦尔或阿伯丁，後來他前往斯坎索普跟操試腳。在對罗瑟勒姆的友誼賽後，教練艾倫·尼爾滿意他的表現，但認為冈宁與隊內有其它正在試腳的球員，須表現更好才能獲得合約。再經過一場友誼賽後，教練表示希望能正式永久簽下冈宁。

### 登地聯
有報道指冈宁拒絕了邓迪联以大卫·古德威利換他的轉會交易，之後邓迪联教練彼得·休斯顿表示希望能簽下冈宁。
2011年8月12日，冈宁正式轉會至邓迪联，簽約三年。他在新球會首場賽事是對凯尔特人，在78分鐘換入，球隊以5-1慘敗。8月27日對圣庄士东賽事取得首顆職業生涯進球，最終以3-3戰平。2012年2月5日取得第二顆進球，在蘇格蘭足總盃第五輪對流浪者打進一頭球，助球隊2-0晉級至下一輪。同月24日對哈茨賽事中打進第三顆進球，使球隊2-0獲勝。季末，冈宁與另外四位隊友一起當選為PFA蘇格蘭年度最佳陣容。
2012/13球季，冈宁在欧足联欧洲联赛第三輪資格賽兩回合比賽中均有上場，但球隊以7-2不敵莫斯科迪纳摩。8月17日的德比戰，冈宁取得新球季首顆進球，使球隊以3-0擊敗邓迪。2012年12月26日及2013年1月2月，冈宁先後在對圣庄士东和阿伯丁賽事中取得進球。2月9日對哈茨比賽期間因傷退下，後來宣佈賽季報銷。
2013年8月17日，冈宁傷癒復出，在1-1戰平希伯尼安的比賽中上場。可是在65分鐘他侵犯凱文·湯姆森後兩人互相打起來，兩人雙雙被紅牌趕離場。事後希伯尼安上訴紅牌成功，鄧地聯卻選擇不上訴。9月4日對凯尔特人的比賽，冈宁被指控踢對方球員范戴克，之後蘇格蘭足球協會下處罰冈宁停賽三場，球會試圖上訴但被駁回。事後球會官方宣佈不接受BBC和STV的採訪，認為BBC在事件中過份放大才導致冈宁受罰。
2013年12月，冈宁表示希望能與鄧地聯簽下新合約。2014年1月29日，他在訓練期間傷及膝蓋。2月21日對马瑟韦尔的賽事中復出並梅開二度，以3-1取勝。2月28日以3-1擊敗希伯尼安和3月9日蘇足盃半準決賽以5-0大勝因弗内斯的賽事中均有進球。準決賽對流浪者，他助攻斯圖爾特·阿姆斯特朗使球隊先開紀錄，最終以3-1殺入決賽。決賽日他以先發身份出任中後衛，但以2-0不敵圣庄士东，緣盡冠軍。

### 伯明翰城
離開邓迪联後，冈宁本來加盟谢周三，但因體檢失敗而告吹。2014年6月12日，他與伯明翰城簽約一年，球會另有一年行使權。在新球會首場比賽是英格蘭聯賽盃對剑桥联，但期間因傷離場，球隊在加時以3-1獲勝。期後證實冈宁後膝十字韌帶受損，球季報銷。季後會方決定不行使延長合約權，冈宁恢復自由身。

## 國家隊生涯
冈宁曾代表愛爾蘭U19出賽，在2009年10月9日首次代表愛爾蘭U21在2011年歐洲U-21足球錦標賽資格賽對格魯吉亞U21賽事上場。

## 榮譽
個人榮譽
- PFA蘇格蘭年度最佳陣容：2011–12[30]

## 外部連結
- 足球数据库：加文·冈宁的球员统计数据